# 名もなき家事
名もなき家事（なもなきかじ）は、家事として具体的な名称は付されていないものの生活する上で必要な細々とした作業。名前のない家事ともいう。

## 概要
家事は、家庭生活を営む上で必要な作業であり、主に掃除、洗濯、買物、調理、ごみ捨て、育児などが挙げられるが、このような名称から想起される作業以外にも必要とされる作業は存在する。例えば、「ごみ捨て」は、「ごみ袋をごみ捨て場に出す」だけでなく、「各部屋に設置されているごみ箱のごみをごみ袋にまとめる」「資源ごみの分別・洗浄・乾燥」「新しいごみ袋をごみ箱に取り付ける」などといった作業を伴う。また、前述のような主要な家事カテゴリーに属しない「トイレットペーパーの補充」「靴磨き」「町内会への出席」なども家庭生活上必要な作業である。このような作業は家事の主体を担う者以外からは見落とされがちであるが、毎日積み重なると膨大な負担となる。共働き世帯における名もなき家事の担い手は9割が妻であるとされており、名もなき家事が家事の分担から漏れることで負担が減らず、担い手の疲弊や夫婦間の不和の要因となるため、可視化などの対策が必要とされている。
名もなき家事の概念は、2016年に大和ハウス工業の住宅事業推進部課長、多田綾子が提唱したもので、共働きの家族が暮らしやすい家を提案、販売するため、家事の定義を検討したことがきっかけであった。2017年5月24日に大和ハウス工業が発表した「共働き夫婦の「家事」に関する意識調査」で「妻が日常的に頑張っているにもかかわらず、夫が家事だと認識していない」作業が「名もなき家事」として紹介されたことで知られるようになり、2017年11月27日にNHK総合の情報番組『あさイチ』で「名前のない家事」として紹介され話題となった。

## 具体例
名もなき家事には以下のようなものが挙げられる。
- 裏返しの衣類を直す・脱ぎっぱなしの衣類の片づけ
- 散らかった玩具の片づけ
- 玄関の靴の整理
- 排水溝の掃除
- 献立の考案
- 調味料の補充
- お茶の作りおき
- 洗った食器の片づけ
- 子どもの体調の把握
- シャンプーやリンスの補充
- 歯磨き粉、ボディソープなどの日用品の在庫管理
- 郵便物の回収・仕分け
- 資源ごみの分別・仕分け
- 子供のゲーム時間の管理

この他にも多数の名もなき家事があり、家庭環境にもよるが70以上の作業が存在するとされている。